# Anatol
Anatol je mužské křestní jméno řeckého původu. Pochází z řeckého slova anatolé a vykládá se jako „východní, muž z východu“.
Podle maďarského kalendáře má svátek 3. června.

## Domácí podoby
Anatolek, Tolek, Tolja

## Anatol v jiných jazycích
- Slovensky, polsky, německy, maďarsky: Anatol
- Rusky: Anatolij
- Španělsky, italsky: Anatolio
- Bulharsky: Anatoli
- Srbsky: Anatolije
- Anglicky, francouzsky: Anatole

## Známí nositelé jména
- Anatol Provazník – šéf hudebního oboru v pražském rozhlase
- Anatole Mallet – švýcarský inženýr a svého času úspěšný konstruktér parních lokomotiv
- Anatole France – francouzský básník a prozaik, literární kritik a esejista, humanistický filozof
- Anatolij Karpov – ruský šachista
- Anatolij Fomenko – ruský matematik
- Anatol Svahilec (vlastním jménem Václav Šindelář) – český slamer a aktivista

- Slovníkové heslo Anatol ve Wikislovníku